# Big News
Pour plus de détails, voir Fiche technique et Distribution.
Big News est un film américain de Gregory La Cava sorti en 1929.

## Synopsis
Un journaliste alcoolique voit son mariage être mit en péril par son addiction à la boisson en plus d'être accusé d'un meurtre qu'il n'a pas commis...

## Fiche technique
- Titre original : Big News
- Réalisation : Gregory La Cava
- Scénario : Walter DeLeon, Jack Jungmeyer et Frank Reicher d'après une pièce de George S. Brooks
- Photographie : Norbert Brodine et Arthur C. Miller
- Montage : Doane Harrison
- Direction artistique : Edward C. Jewell
- Production : Ralph Block
- Société de production et de distribution : Pathé Exchange
- Pays de production :  États-Unis
- Langue : anglais
- Genre : Comédie
- Durée : 75 min
- Format : Noir et blanc - Son : Mono
- Dates de sortie : 
  - États-Unis : 7 septembre 1929

## Distribution
- Robert Armstrong : Steve Banks
- Carole Lombard : Margaret Banks
- Louis Payne : Hensel
- Wade Boteler : O'Neill
- Charles Sellon : J.W. Addison
- Sam Hardy : Joe Reno
- Tom Kennedy : Officier de police Ryan
- Warner Richmond : Phelps
- Helen Ainsworth : Vera
- Herbert Clark : Pells
- Gertrude Sutton : Helen
- James Donlan : Deke
- George 'Gabby' Hayes : Reporter Hoffman
- Vernon Steele : Reporter
- Clarence Wilson : Médecin légiste